# Senegàmbia Britànica
Senegàmbia Britànica fou el nom de la primera colònia de la corona britànica a l'Àfrica, existint de 1765 a 1779. Es va formar inicialment amb els territoris de Saint Louis i Gorée que havien estat ocupats als francesos el 30 d'abril de 1758, i l'establiment comercial de Fort James que havia administrat la Companyia de Mercaders Comerciant a l'Àfrica des de 1752 caducant la seva concessió i passant els drets a la corona abans del 1765.
Després de la conquesta britànica el 1758, el Senegal amb Gorée va tenir un governador britànic, mentre que a Fort James a Gàmbia hi havia un governador diferent. El 10 de febrer de 1763 el tractat de París va retornar Gorée als francesos, però la resta del Senegal, aleshores format només per Saint Louis i territoris propers, va restar en mans britàniques i a fi i efecte de mantenir el monopoli de la goma aràbiga del que la zona era l'únic productor, es va decidir formar una colònia única, sent unit el Senegal (Senegal Britànic) amb l'establiment de Fort James al riu Gàmbia, creant-se una colònia britànica el 25 de maig de 1765 que l'abril de 1766 va esdevenir la primera colònia de la corona a l'Àfrica, anomenada Senegàmbia (habitualment identificada com British Senegambia) amb capital a Fort James si bé el 1766 fou traslladada a Saint Louis. La colònia va existir de fet fins al 1779 quan els francesos van recuperar Saint Louis i terres adjacents el 30 de gener de 1779 i seguidament Fort James l'11 de febrer de 1779. Formalment va subsistir fins al 1783 quan el tractat de Versalles, va confirmar la devolució de Saint Louis a França i la recuperació de Fort James (que els britànics no van ocupar, ja que estava destruït).
Durant els anys que va existir la colònia, la base francesa de l'illa de Gorée fou constantment amenaçada. El govern de Londres no va dedicar atenció a la colònia i el govern colonial va tenir disfuncions i manca de recursos.

## Governadors generals a Saint Louis
- 1758 - 1763 Richard Alchorne Worge
- 1763 - 1765 John Barnes
- 1765 - 1775 Charles O'Hara
- 1775 - 1777 Matthias MacNamara
- 1777 - 1778 John Clarke
- 1778 - 1779 William Lacy (no va arribar a prendre possessió del càrrec)
- 1778 - 1779 George Fall (interí)

### Tinents governadors a Fort James
- 1765 - 1774 Joseph Debat (el càrrec fou Superintendent del comerç al Gambia de 1765 a 1766, després tinent governador)
- 1774 William Myres
- 1774 - 1775 Matthias MacNamara
- 1775 Thomas Sharpless (interí)
- 1775 - 1776 Joseph Wall
- 1776 George Fall (interí)
- 1776 - 1778 William Lacy (interí)
- 1778 - 1779 George Fall (interí, segona vegada)

## Ocupació francesa 1779-1783
- - 1779 Armand Louis de Gontaut Biron, duc de Lauzun
  - 1779 - 1781 Jacques Joseph Eyriès
  - 1781 - 1782 J. B. Bertrand (interí)
  - 1782 - 1784 Anne Gaston Dumontet (el 3 de setembre de 1783 Gran Bretanya va transferir formalment Senegal a França, recuperant nominalment Fort James)